# Gronowo Elbląskie (gemeente)
De gemeente Gronowo Elbląskie is een landgemeente in het Poolse woiwodschap Ermland-Mazurië, in powiat Elbląski.
De zetel van de gemeente is in Gronowo Elbląskie (tot 30 december 1999 Gronowo genoemd) (Duits: Grunau).
Op 30 juni 2004 telde de gemeente 4892 inwoners.

## Oppervlakte gegevens
In 2002 bedroeg de totale oppervlakte van gemeente Gronowo Elbląskie 89,2 km², waarvan:
- agrarisch gebied: 83%
- bossen: 0%

De gemeente beslaat 6,24% van de totale oppervlakte van de powiat.

## Demografie
Stand op 30 juni 2004:
| Omschrijving                   | Totaal | Totaal | Vrouwen | Vrouwen | Mannen | Mannen |
| ------------------------------ | ------ | ------ | ------- | ------- | ------ | ------ |
| eenheid                        | aantal | %      | aantal  | %       | aantal | %      |
| inwoners                       | 4892   | 100    | 2482    | 50,7    | 2410   | 49,3   |
| bevolkingsdichtheid (inw./km²) | 54,8   | 54,8   | 27,8    | 27,8    | 27     | 27     |

In 2002 bedroeg het gemiddelde inkomen per inwoner 1382,54 zł.

## Administratieve plaatsen (sołectwo)
Błotnica (Schlammsack), Fiszewo (Fischau), Gajewiec (Kerbshorst), Gronowo Elbląskie (Grunau), Jasionno (Eschenhorst), Jegłownik (Fichthorst), Karczowiska Górne (Oberkerbswalde), Mojkowo (Möskenberg), Nogat (Nogathau), Oleśno (Preußisch Königsdorf), Rozgart (Preußisch Rosengart), Różany (Alt Rosengard), Szopy (Aschbuden), Wikrowo (Wickerau).

## Overige plaatsen
Nowy Dwór Elbląski, Kopanka Druga (Hoppenau), Dworki (Drei Höfe), Kopanka Pierwsza, Wiktorowo.

## Aangrenzende gemeenten
Elbląg, Markusy, Nowy Dwór Gdański, Stare Pole